# 阿吉拉尔-德塞加拉
阿吉拉尔-德塞加拉，是加泰罗尼亚巴塞罗那省的一个市镇。总面积43平方公里，总人口220人（2001年），人口密度5人/平方公里。